# Траона
Трао́на (итал. Traona) — коммуна в Италии, в провинции Сондрио области Ломбардия.
Население составляет 2 187 человек, плотность населения составляет 365 чел./км². Занимает площадь 6 км². Почтовый индекс — 23019. Телефонный код — 0342.
Покровителями коммуны являются святой Александр и блаженный Луиджи Гванелла, празднование 26 августа.